# Yeni Cami
La Yeni Cami (Moschea nuova, pr. "Yeni Giamì") o Moschea della Valide Sultan è una moschea imperiale ottomana che si trova ad Istanbul, in Turchia. L'edificio si trova nel distretto di Fatih e nel quartiere di Eminönü, quasi sulla sponda meridionale del Corno d'oro e di fronte al Ponte di Galata. È uno degli edifici più visitati di Istanbul.

## Genesi del nome
A causa delle due committenti dell'opera, entrambe Valide Sultan, e della lunga interruzione dei lavori, al termine la moschea venne chiamata Yeni Valide Sultan Camii, cioè "Moschea della nuova Valide". Col tempo il popolo passò a chiamarla per semplicità Yeni Cami, cioè "Moschea Nuova".

## Storia
La costruzione della moschea iniziò nel 1597. Fu commissionata da Safiye Sultan, moglie del sultano Murad III. Il primo architetto fu Davut Ağa, allievo di Sinan. Alla sua morte nel 1599, Davut Aga fu sostituito da Dalgic Ahmed Cavus.
Il progetto fu ostacolato da difficoltà politiche: problemi finanziari e legati alla sua collocazione crearono dissensi a corte. Il quartiere di Eminönü era il centro commerciale della città e ospitava una consistente comunità ebraica. Collocando in questo luogo la moschea, Safiye Sultan sperava di rafforzare la sfera d'influenza islamica in città, sfruttando il crescente malcontento dei commercianti nei confronti della propria controparte ebraica; questo fatto diede al sultano una giustificazione per la confisca dei terreni su cui poi fu costruito l'edificio sacro. In ogni caso, l'enorme ammontare della spesa sollevò aspre critiche, in particolare da parte dei giannizzeri che da un lato osteggiavano il potere sempre più forte della Valide Sultan, dall'altro ritenevano che la spesa per la moschea fosse eccessiva e superflua. Safiye Sultan fu costretta ad abbandonare il progetto a causa della morte di Mehmed III. Il nuovo sultano Ahmed I non aveva interesse a proseguire il progetto; Safiye Sultan fu rinchiusa nell'harem e la costruzione venne abbandonata.
La prima fondazione venne abbandonata e cadde in rovina, ciò che ne rimaneva fu distrutto da un incendio nel 1660. In seguito, l'architetto imperiale Mustafa Ağa suggerì che la Valide Sultan Turhan Hadice, madre del sultano Mehmed IV, completasse l'opera per devozione. L'edificazione fu conclusa nel 1663 ed inaugurata nel 1665.

## Architettura

### Esterno
L'esterno della moschea presenta sedici cupole e semicupole disposte in forma piramidale e due minareti. La cupola principale misura 36 metri in altezza ed è circondata da quattro semicupole, come nelle Moschea Şehzade, una delle prime opere di Sinan e nella Moschea Blu progettata da Sedefhar Mehmet Ağa.
Come nelle altre moschee imperiali di Istanbul, il corpo dell'edificio è preceduto da un cortile porticato (avlu) sul lato occidentale. Il cortile della Moschea Nuova misura 39 metri di lato, al suo interno corre un colonnato coperto da 24 piccole cupole. Un elegante şadirvan (fontana per abluzioni) si trova al centro, prevalentemente con funzioni ornamentali, dato che le purificazioni rituali avvengono presso i rubinetti collocati nel lato meridionale della moschea. La facciata dell'edificio è decorata con piastrelle di İznik. Per la costruzione dell'edificio vennero usati blocchi di pietra provenienti da Rodi. 

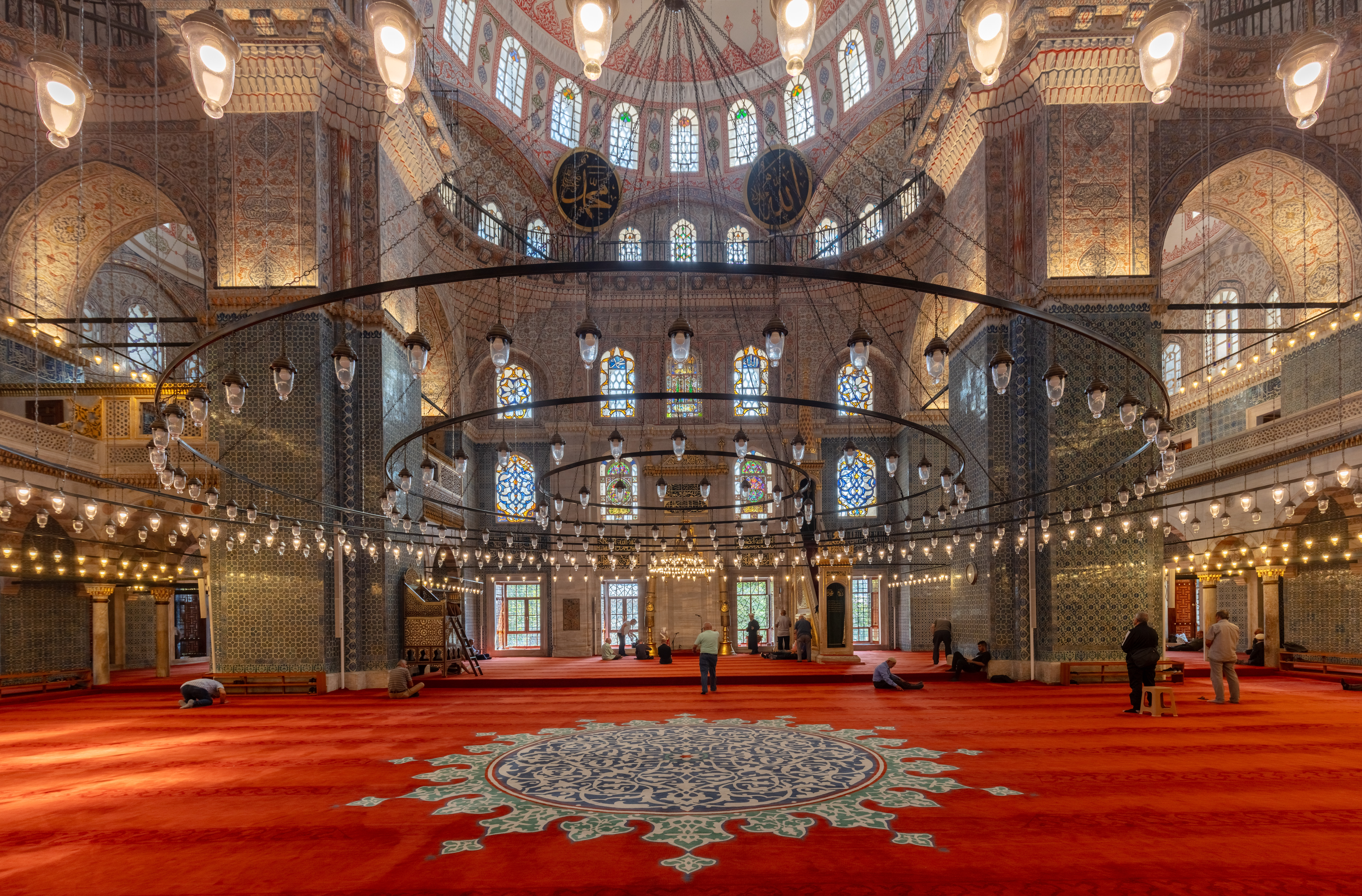
Veduta interna

### Interno
L'interno della moschea è un quadrato di 41 metri di lato. L'area centrale è definita da quattro grandi pilastri che rappresentano il principale supporto per la cupola, il cui diametro interno è di 17,5 metri e si innalza dal suolo 36 metri. Lo spazio interno è esteso da semicupole lungo l'asse est-ovest, con piccole cupole di sopra di ogni angolo della navata e anche piccole cupole sopra gli angoli delle gallerie.
L'angolo nord-est della galleria ha una schermo dorato, dietro il quale i membri della corte imperiale partecipavano al culto. Questa galleria è collegata da un lungo passaggio a un elevato padiglione reale, nell'angolo nord-est del complesso.
L'interno della moschea è decorato con piastrelle di Iznik di colore blu, verde e bianco, considerate di qualità un po' inferiore agli esemplari che decorano le altre moschee imperiali. Il miḥrāb è decorato con stalattiti dorate, il minbar ha un baldacchino conico con sottili colonne di marmo.

### Complesso
Come altre moschee imperiali cittadine, questa fu creata come külliye, ossia un complesso pensato per soddisfare bisogni religiosi e al tempo stesso più latamente culturali. Il complesso originario era composto dalla moschea, un ospedale (darüşşifa), una medresa, due sadirvan, un bazar, i bagni pubblici e un mausoleo (Türbe). Una biblioteca venne aggiunta sotto il regno del sultano Ahmed III.
Nei pressi sorge un grande mercato coperto, dalla pianta a forma di L, chiamato Bazar Egiziano, oggi di grande richiamo turistico.
Il mausoleo contiene le tombe della Valide Sultan Turhan Hadice, suo figlio Mehmed IV e di altri cinque sultani più tardi (Mustafa II, Ahmed II, Mahmud I, Osman III e Murad V) nonché di vari membri della corte.

## Galleria d'immagini

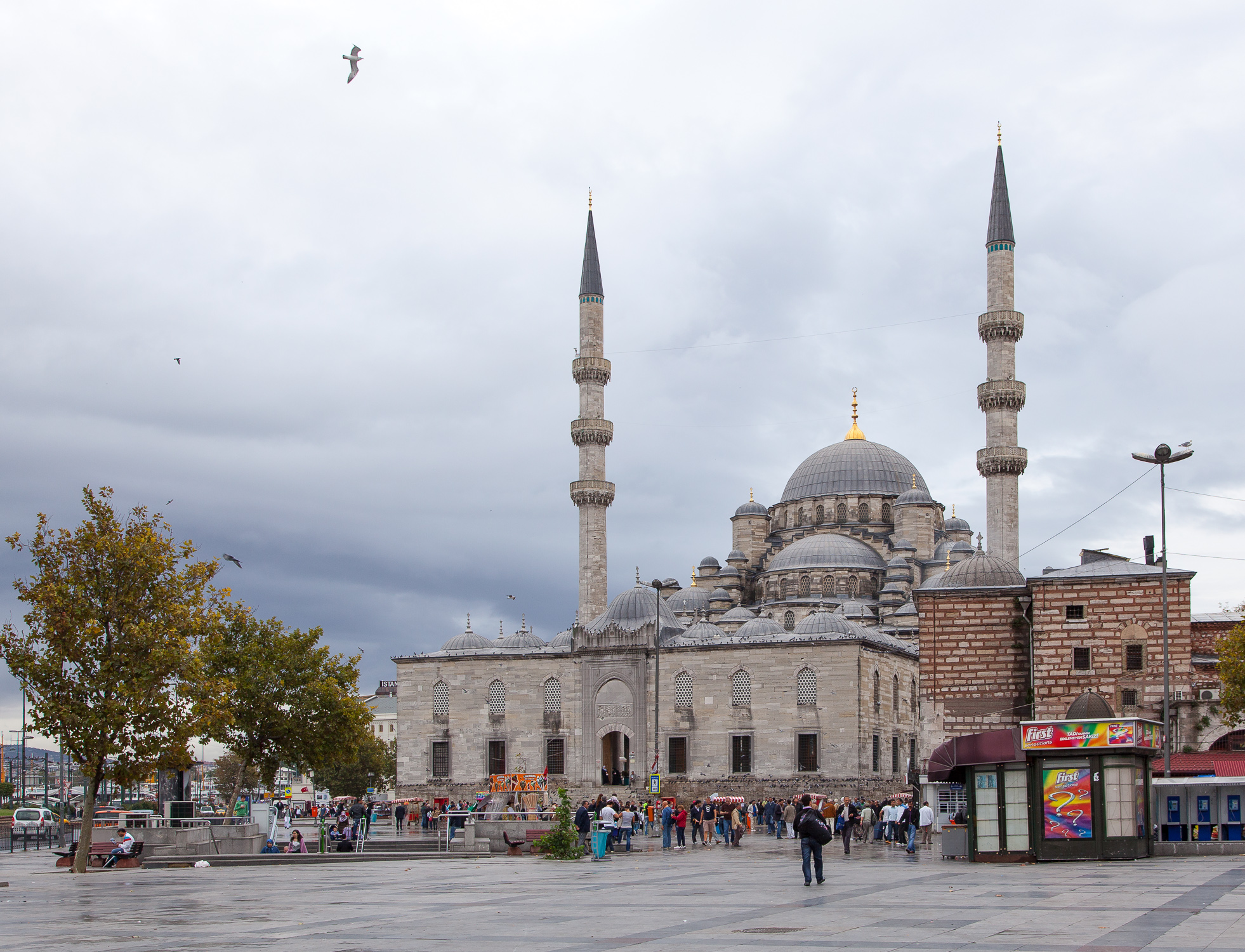
Vista generale del complesso
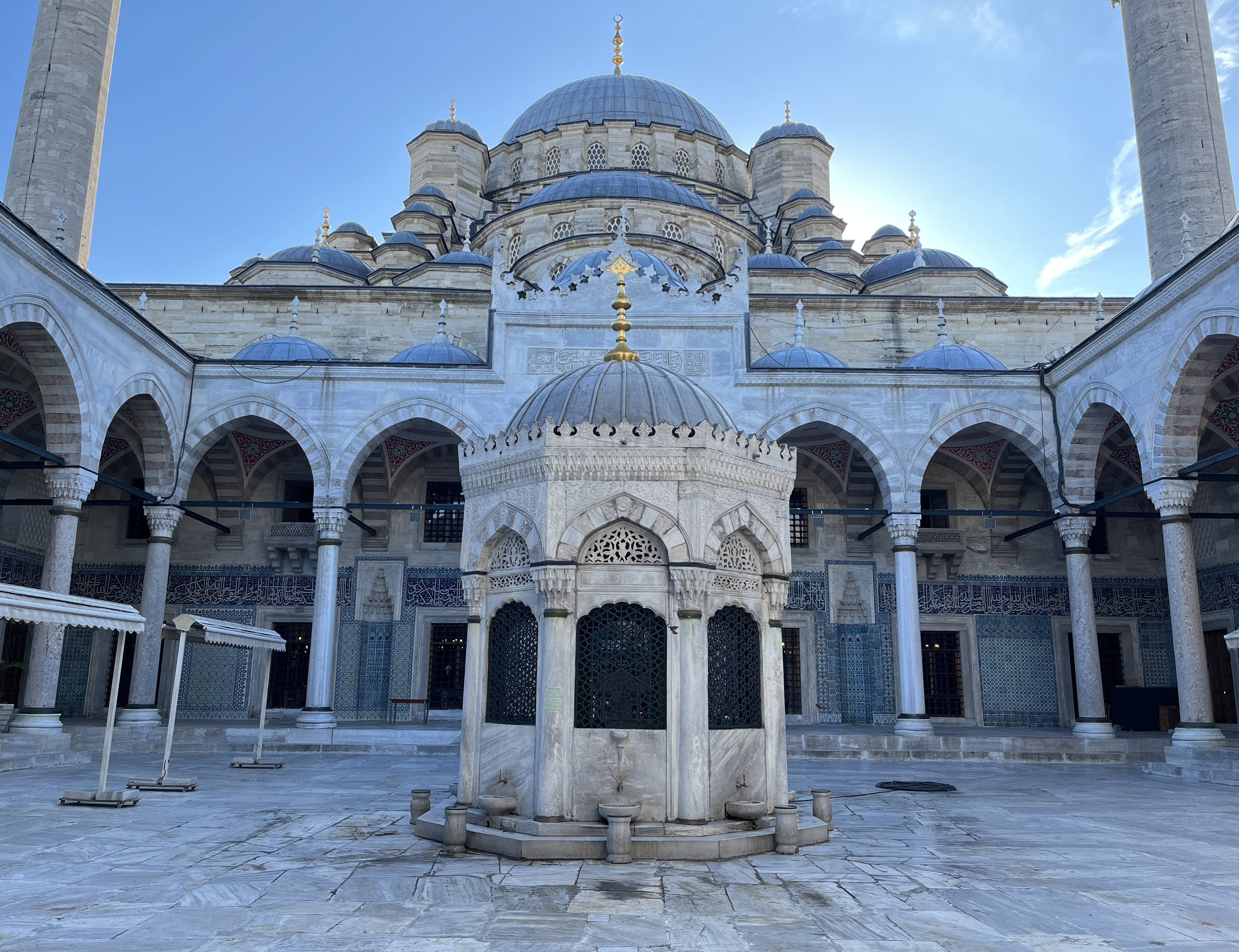
Il cortile interno
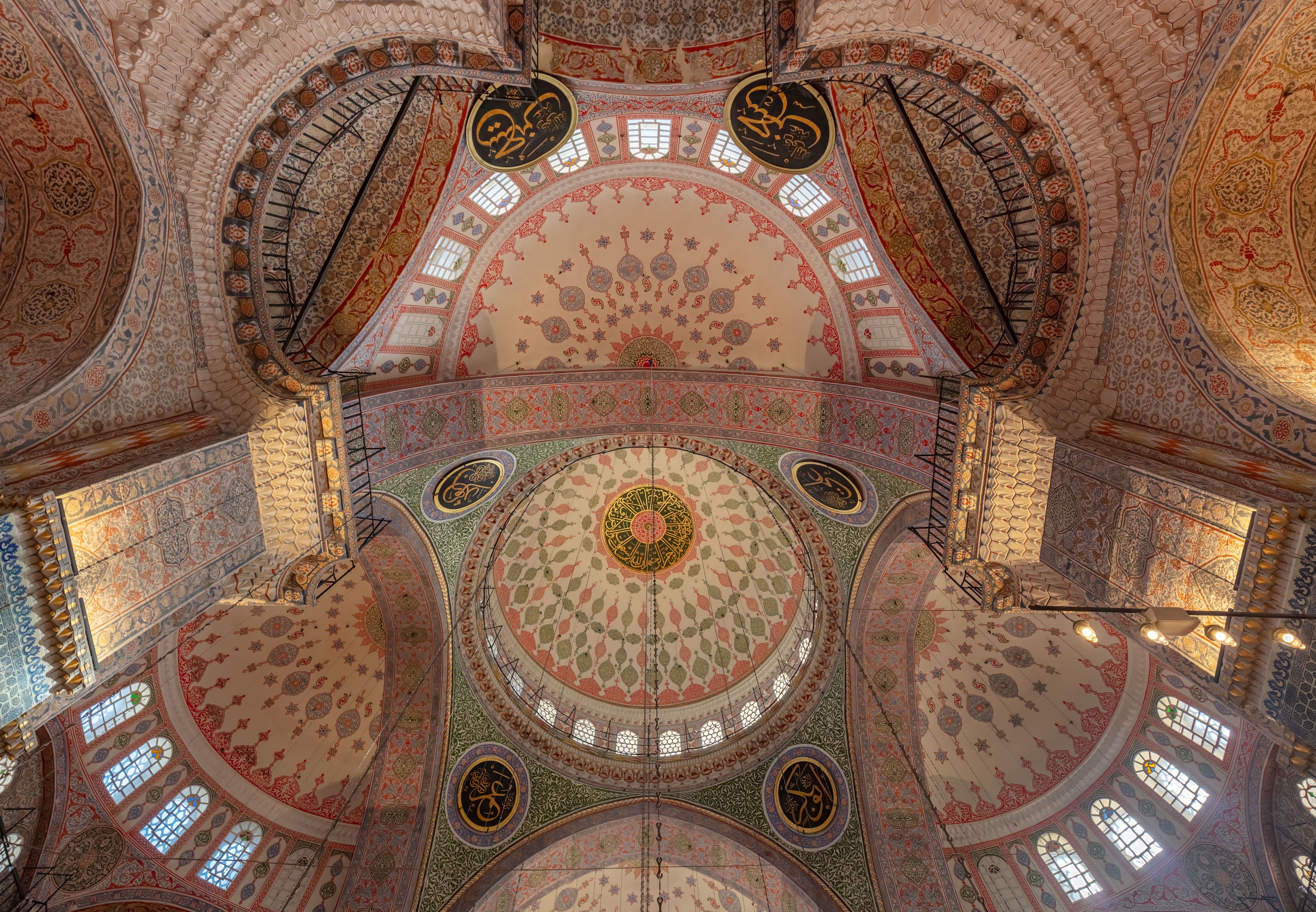
Decorazione interna
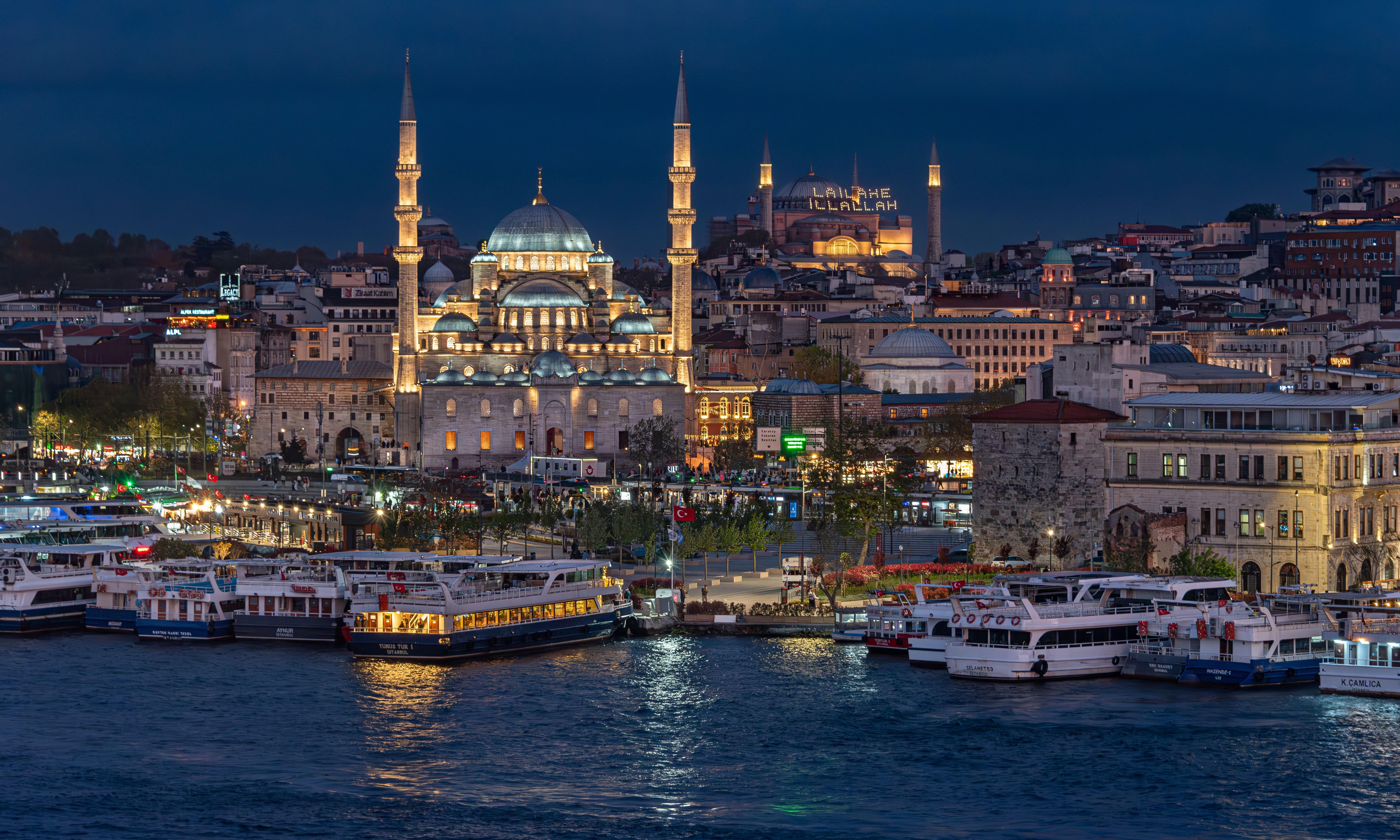
Moschea Nuova e Santa Sofia
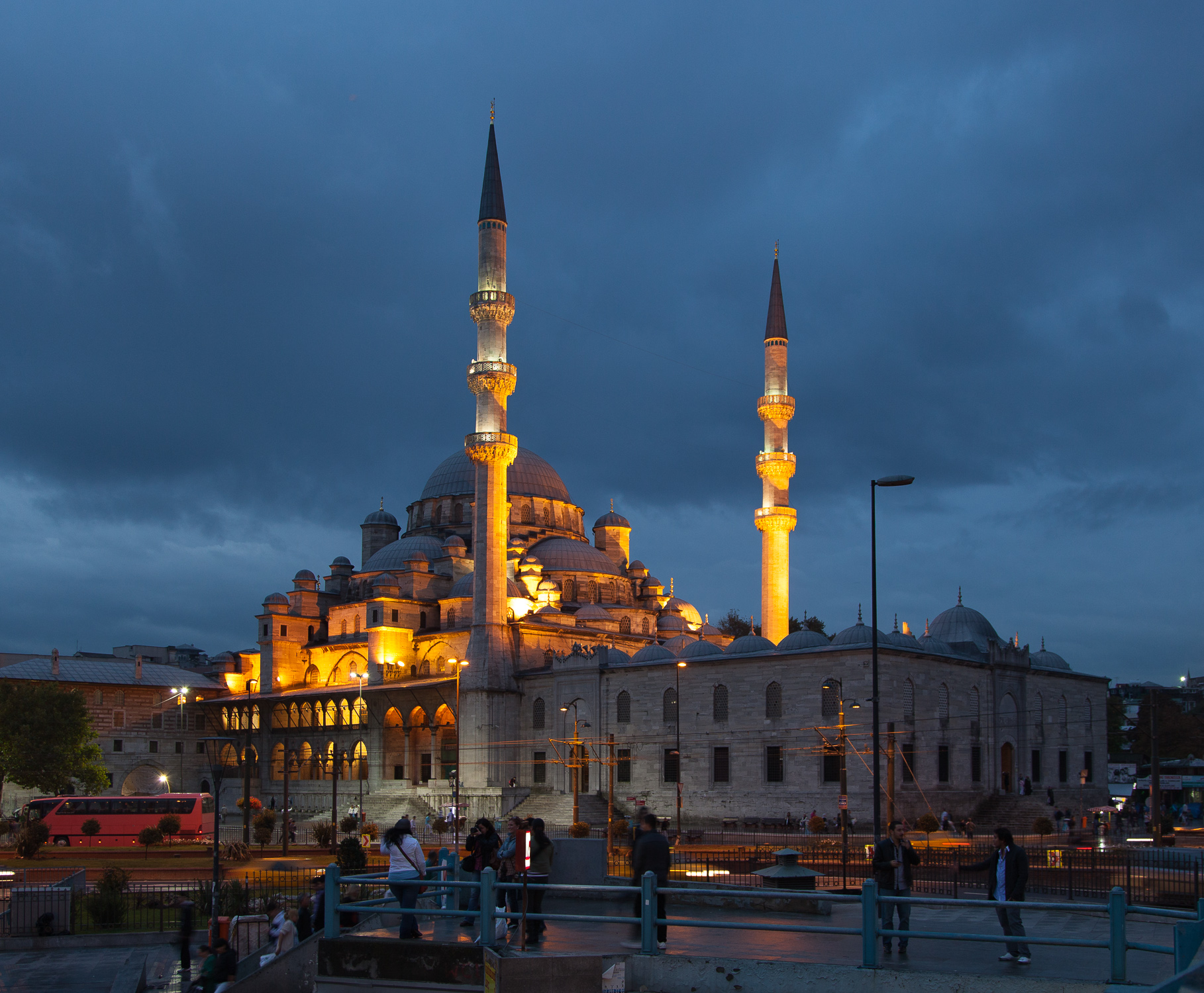
La Moschea Nuova al crepuscolo
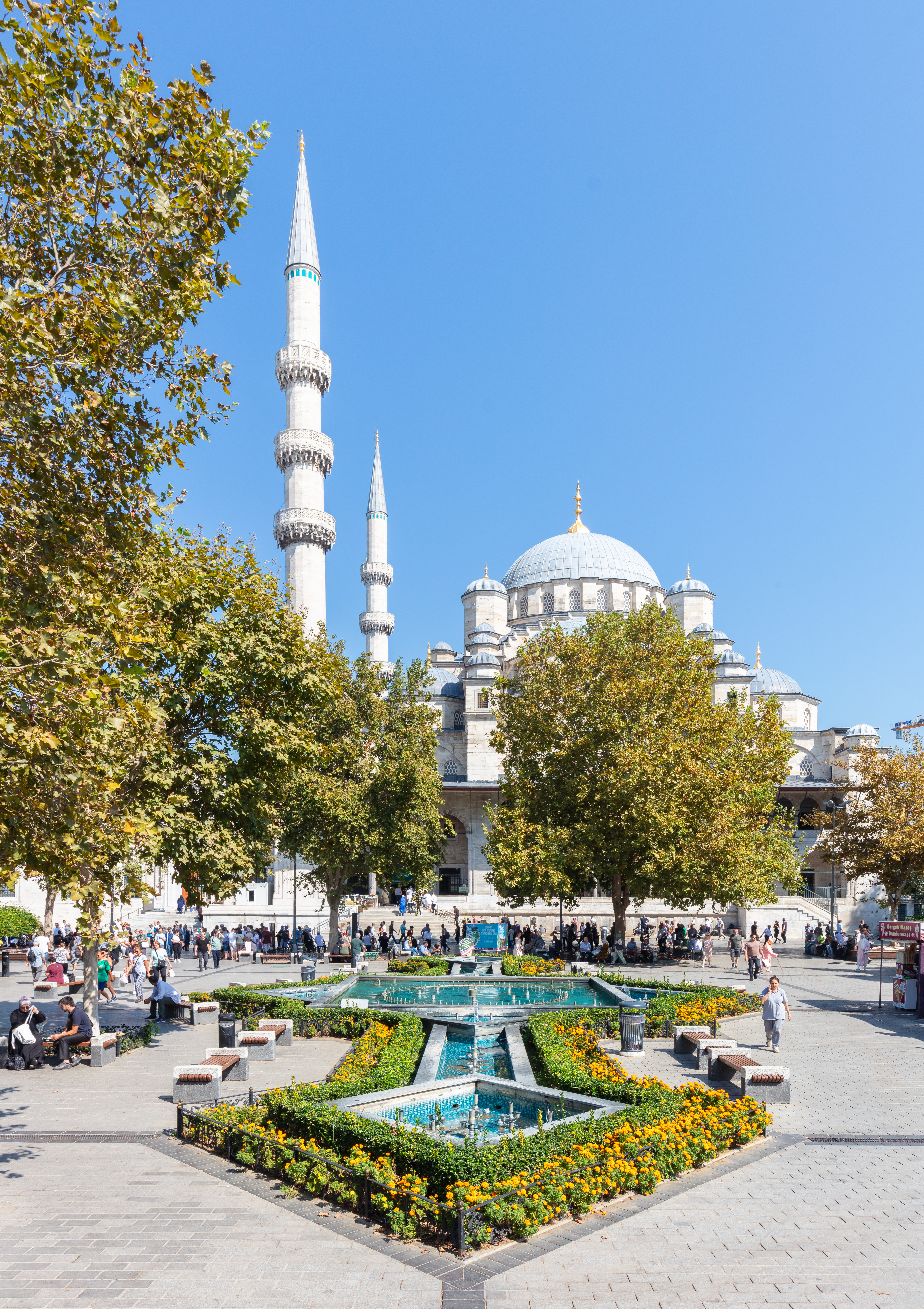
Vista della moschea dal bazar